# Polytrichum transvaaliense
Polytrichum transvaaliense är en bladmossart som beskrevs av C. Müller 1899. Polytrichum transvaaliense ingår i släktet björnmossor, och familjen Polytrichaceae. Inga underarter finns listade i Catalogue of Life.